# わくわくろっこモーション
『わくわくろっこモーション』は、大沖による日本の漫画。『電撃大王GENESIS』（アスキー・メディアワークス刊）にて2010 SUMMERより連載開始。あと1話で単行本が出せるというタイミングで同誌が休刊となったため、『月刊コミック電撃大王』2013年3月号に1話分だけ掲載し、所属雑誌の無い状態で『ジェネシス』・『電撃大王』掲載分を収録した単行本1巻が発売された。その後、2013年9月に創刊された『コミック電撃だいおうじ』にて連載を再開し、創刊号から2016年Vol.39にかけて隔月で連載された。

## あらすじ
寂れかけた「ひしゃく商店街」の会長に任命されてしまった女子高生「ろっこ」が、冴えない店々を救うために立ち上がる！ おじさん成分高めの地域活性コメディ。

## 登場人物
東灘 ろっこ（ひがしなだ ろっこ）
女子高生。16歳。現役女子高生会長として商店街の売りにするために、前会長であった父親からひしゃく商店街の会長に任命された。髪にはひしゃく型ヘアピンを付けている。
画才がなく、全力で描いた商店街のゆるキャラが「下手すぎるゆるキャラ」として新聞の地方欄に掲載された。
名前の由来は六甲のおいしい水で知られる六甲山が神戸市東灘区に存在することから。
ななこ
ろっこの妹。
父さん
ろっこの父。ひしゃく商店街の前会長。
22歳で会長を引き継いだが、任期中ほとんど仕事をしなかった。
千曲 しなの
ろっこの友達。髪型はポニーテール。感性が他人とちょっとずれている。
「喫茶のびのび」での味のレビューが非常に得意で、後述のテイスター「ぞうさん」に追いつきつつあるほどの腕前である。
亀山 すずか（かめやま すずか）
ろっこのクラスにやってきた転校生。
正体は大型スーパー「亀山ストア」の社長の娘で、ひしゃく商店街のある町における責任者。
ひしゃく商店街を敵視し、偵察を行う。
太田（おおた）
魚屋「魚正」の店主。
伝説の高級食材として知られる「こいつ」を釣堀で釣る。
こいつ
アンテナの生えたくらげとでも言うような謎の生物（あくまで魚らしい）。三ツ星レストランでも年に数匹しか入手できない伝説の高級食材だが、三丁目の釣り堀でキノコを餌にして釣れる（その際、シメジではなくエノキを使う必要がある）。
アンテナ部分のみを切り離して販売する。アンテナは一万円という高額で売れ、水槽に戻せば再生するが、高級松茸しか食べないのでそれほど儲からないらしい。
師匠
日本でただ一人「こいつ」を釣れるさすらいの釣り師。寡黙な男で決して釣る方法を漏らさないと言われるが、実際は酒が入るとペラペラ喋ってしまうらしい。太田の師匠であり飲み友達。
黒部（くろべ）
八百屋「八百黒」の店主。
呼び込みの「らっしゃい」に命を懸けている。
だがその「らっしゃい」は「あれを聞くくらいなら高くても別の店で買う」と言われるほどに疎まれている。
小矢部（おやべ）
「喫茶のびのび」の店主。
客による味のレビューに点数付けをする。
ぞうさん
「喫茶のびのび」テイスターズランキングの一位である伝説のテイスター。しなのが現れるまではほぼ独走体勢だったほどの腕前であり、彼がブログで広めたテイスター文化が世界的に流行しつつあるらしい。
サラリーマン
「喫茶のびのび」の常連客である二人組のサラリーマン。しなののレビューに驚愕し叫ぶことが多い。
山中 やまお（やまなか やまお）
登山用品店「登山用品の山中」の店主。1978年生まれ。
難徒過山(なんとかさん)の頂上で仙人と会い、友達になる。
ツイッターのIDはyamao1978。
多聞（たもん）
コンビニエンスストア「タブン・イレブン」の店主。
酒屋を改装してコンビニにした。
便利だからという理由で店内に便利グッズコーナーを設置している。
私物の本を店内に置く、発注の手間を省くためにおにぎりと弁当は1種類ずつ、おでんは2種類しか取り扱わないなど、適当な性格。
馬場（ばば）
不動産屋の店主。
神主
引退した父親の跡を継いでサラリーマンから神主になった。
タブレットPCで調べた内容を元に地鎮祭を行おうとする。
仙人
難徒過山(なんとかさん)の頂上に住む仙人。
1696年生まれ。霞を食べて生きている。
寂しさを紛らわすためにノートパソコンでインターネットを使っている。ツイッターのIDはsennnin1696。
AMAZ●Nから荷物を届けてもらったり、電力のない山頂でパソコンを駆動させたりできる神通力を持つ。
やまおに「不老不死.txt」の入ったSDカードを与え、やまおと友達になる。

## 書誌情報
- 大沖 『わくわくろっこモーション』 アスキー・メディアワークス〈電撃コミックスEX〉、全3巻

1. 2013年4月27日発売、ISBN 978-4-04-891564-9
2. 2015年5月26日発売、ISBN 978-4-04-865086-1
3. 2017年1月26日発売、ISBN 978-4-04-892568-6